# بيوت البوطة (الحديدة)

تعديل مصدري - تعديل

بيوت البوطة هي إحدى قرى مديرية السخنة، التابعة لمحافظة الحديدة اليمنية، بلغ تعداد سكانها 3755 نسمة حسب الإحصاء الذي أجري عام 2004
واغلبية سكانها يقومون بتربية المواشي وتسمين العجول